# Reação de Ivanov
A reação de Ivanov é uma reação química dos diânions dos grupos arila do ácido acético (reativos de Ivanov) com eletrófilos, principalmente compostos de carbonilos ou isocianatos. A reação foi nomeada em honra ao químico orgânico búlgaro, Dimitar Ivanov Popov, que a descobriu.
O reativos de Ivanov reagem com muitos eletrófilos tais como aldeídos, isocianatos, cetonas, e haloalcanos.
O produto normalmente não entra em descarboxilação espontaneamente, mas é possível com alguns reagentes. A reação de Ivanov é conhecida por proceder através do modelo de Zimmerman-Traxler de estado de transição.